# Slana (priimek)
Slana je priimek več znanih Slovencev:
- Aleksandra Berberih Slana, zgodovinarka, muzealka
- Alenka Žagar Slana, zdravnica, političarka
- Anka Slana Ozimič, nevropsihologinja, kognitivna znanstvenica
- Anton Slana, župan
- Bor Slana, fotograf
- Domen Slana (1967 - 2022), slikar, oblikovalec, kipar
- France Slana (1926 - 2022), slikar
- Igor Slana (*1972), veteran vojne za Slovenijo
- Lidija Slana, zgodovinarka kastelologinja, avtorica monografije o gradu Brdo
- Miroslav Slana - Miros (1939 - 2019), književnik, publicist in kritik
- Nada Zrimšek-Slana (1930 - 2018), operna in koncertna sopranistka
- Niko Slana (1944 - 2020), športni delavec, novinar, urednik, publicist; jadralni letalec
- Rok Slana (*1983), slikar